# Un seul deviendra invincible : Rédemption
Série
Un seul deviendra invincible : Dernier Round
(2006) Boyka : Un seul deviendra invincible
(2017)
Pour plus de détails, voir Fiche technique et Distribution.
Un seul deviendra invincible : Rédemption (Undisputed III: Redemption) est un film américain réalisé par Isaac Florentine, sorti directement en vidéo en 2010.
Il met en scène Scott Adkins, Mykel Shannon Jenkins et Mark Ivanir.
C'est la suite de Un seul deviendra invincible : Dernier Round (Undisputed II: Last Man Standing) sorti en 2006.

## Synopsis
Huit combattants d’élite, provenant tous de prisons de pays différents, sont réunis dans une même prison en Géorgie, par un mystérieux syndicat. Celui-ci organise un tournoi de combats clandestins avec à la clé la liberté pour le vainqueur et des millions de dollars aux organisateurs. Blessé, aussi bien physiquement et moralement, par son dernier combat, Boyka va tout faire pour pouvoir participer à ce tournoi. Il va débarquer dans cet enfer et il devra montrer tous ses talents pour conquérir sa liberté et prouver qu'il est le combattant le plus complet au monde.

## Fiche technique
- Titre original : Undisputed III: Redemption
- Titre français : Un seul deviendra invincible : Rédemption
- Réalisation : Isaac Florentine
- Scénario : David N. White
- Musique : Minos Matsas
- Décors : Valentina Mladenova
- Costumes : Djanina Baykoucheva
- Photographie : Ross W. Clarkson
- Son : Richard Kitting, Jonathan Wales
- Montage : Irit Raz
- Production : Zvia Dimbort et Yisrael Ringel

Production déléguée : Avi Lerner, Danny Dimbort, Kevin Kasha et Trevor Short
Production associée : Joan Mao
Coproduction : Dana Golomb et Lati Grobman
- Sociétés de production[1] : Millennium Films, Undisputed 3 Productions et Nu Image[2]
- Sociétés de distribution : New Line Home Video (États-Unis - DVD)
- Budget : 3 millions de $ (estimation)[3]
- Pays d'origine :  États-Unis
- Langues originales : anglais, espagnol, portugais
- Format[4] : couleur - Digital Cinema Package DCP - 1,85:1 (Panavision) - son Dolby Digital
- Genre : action, drame, arts martiaux
- Durée : 96 minutes
- Dates de sortie en vidéo[5] :
  - États-Unis : 17 avril 2010 (ActionFest) ; 1er juin 2010 (sortie directement en DVD)
  - France : 23 novembre 2010 (sortie directement en DVD et Blu-ray)[6]
- Classification[7] :
  -  États-Unis : Interdit aux moins de 17 ans (certificat #45596) (R – Restricted) [Note 1].
  -  France : Interdit aux moins de 16 ans.

## Distribution
- Scott Adkins (VF: Boris Rehlinger) : Yuri Boyka
- Mykel Shannon Jenkins : Turbo
- Mark Ivanir : Gaga
- Hristo Shopov : Warden Kuss
- Marko Zaror : Raul 'Dolor' Quinones
- Michael Baral : gérant du Casino
- Ilram Choi : combattant asiatique
- Robert Costanzo : Farnatti
- Lateef Crowder : Andrago Silva
- Esteban Cueto : Sykov
- Vernon Dobtcheff : Rezo
- Valentin Ganev : Warden Markov
- Velislav Pavlov : chef des gardes

## Production

### Tournage
Le tournage a lieu en Bulgarie entre mai et juin 2009.

## Distinction
En 2010, Un seul deviendra invincible : Rédemption a été sélectionné 7 fois dans diverses catégories et a remporté 3 récompenses.

### Récompenses
- Action on Film International Film Festival 2010 :
  - Action on Film Award du Meilleur interprète masculin de l'année décerné à Mykel Shannon Jenkins,
  - Action on Film Award de la Meilleure chorégraphie de combat décerné à Larnell Stovall,
  - Action on Film Award - Breakout Action Star décerné à Scott Adkins.

### Nominations
- Action on Film International Film Festival 2010 :
  - Film d'action de l'année,
  - Meilleur réalisateur pour Isaac Florentine,
  - Meilleur méchant pour Marko Zaror,
  - Meilleur acteur dans un second rôle pour Robert Costanzo.